# Cầu di động

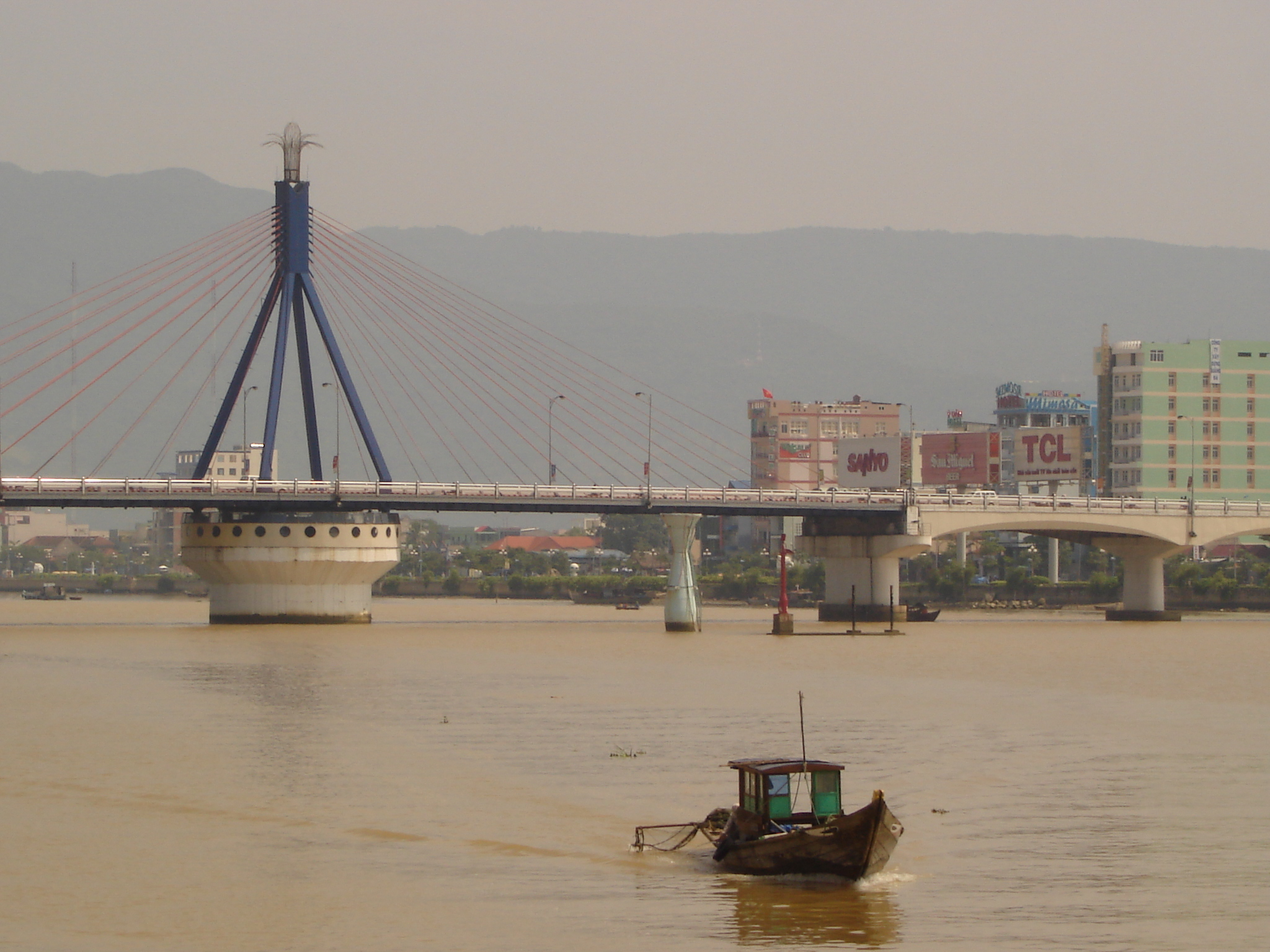
Cầu Sông Hàn - cầu quay duy nhất ở Việt Nam

Cầu di động là loại cầu có thể chuyển dịch vị trí thân cầu bắng cách này hay cách khác để tàu thuyền hoặc xà lan vượt qua dưới thân nó. Khi thực hiện điều này, mọi giao thông trên cầu đều tạm thời bị đình hoãn. Loại cầu này giải quyết được tình trạng giao thông trên các kênh, sông lớn theo hai chiều: chiều vượt qua sông và chiều dọc theo sông, nhưng ít khi được áp dụng trên các kênh, sông bận rộn vì khi ấy, lưu lượng tàu thuyền trên đó là rất lớn. Trong lịch sử, hình thức cầu di động đã được áp dụng nhiều, nhất là trong lĩnh vực quân sự thời Trung Cổ. Đó là loại cầu bắc qua các hào nước xung quanh pháo đài, chúng vừa đóng vai trò là cái cổng lớn của pháo đài, khi cần qua hào, chiếc cổng được hạ xuống làm cầu.
Ngày nay, cầu di động hoạt động với trang thiết bị hiện đại và có thời gian biểu cố định cho việc di động. Các hình thức của cầu di động:

Cầu kéo
Cầu cất
Cầu gấp khúc
Cầu cuộn tròn
Cầu nâng lên
Cầu trượt lên
Cầu trượt dài
Cầu nâng lăn (rolling lift)
Cầu chìm xuống
Cầu đối trọng
Cầu quay
Cầu ca-bin